# Pieńki Ośnickie
Pieńki Ośnickie – osada w Polsce położona w województwie mazowieckim, w powiecie płockim, w gminie Słupno.
W latach 1975–1998 miejscowość należała administracyjnie do województwa płockiego.